# Loxocrambus
Loxocrambus là một chi bướm đêm thuộc họ Crambidae.